# Ципель-Ревський

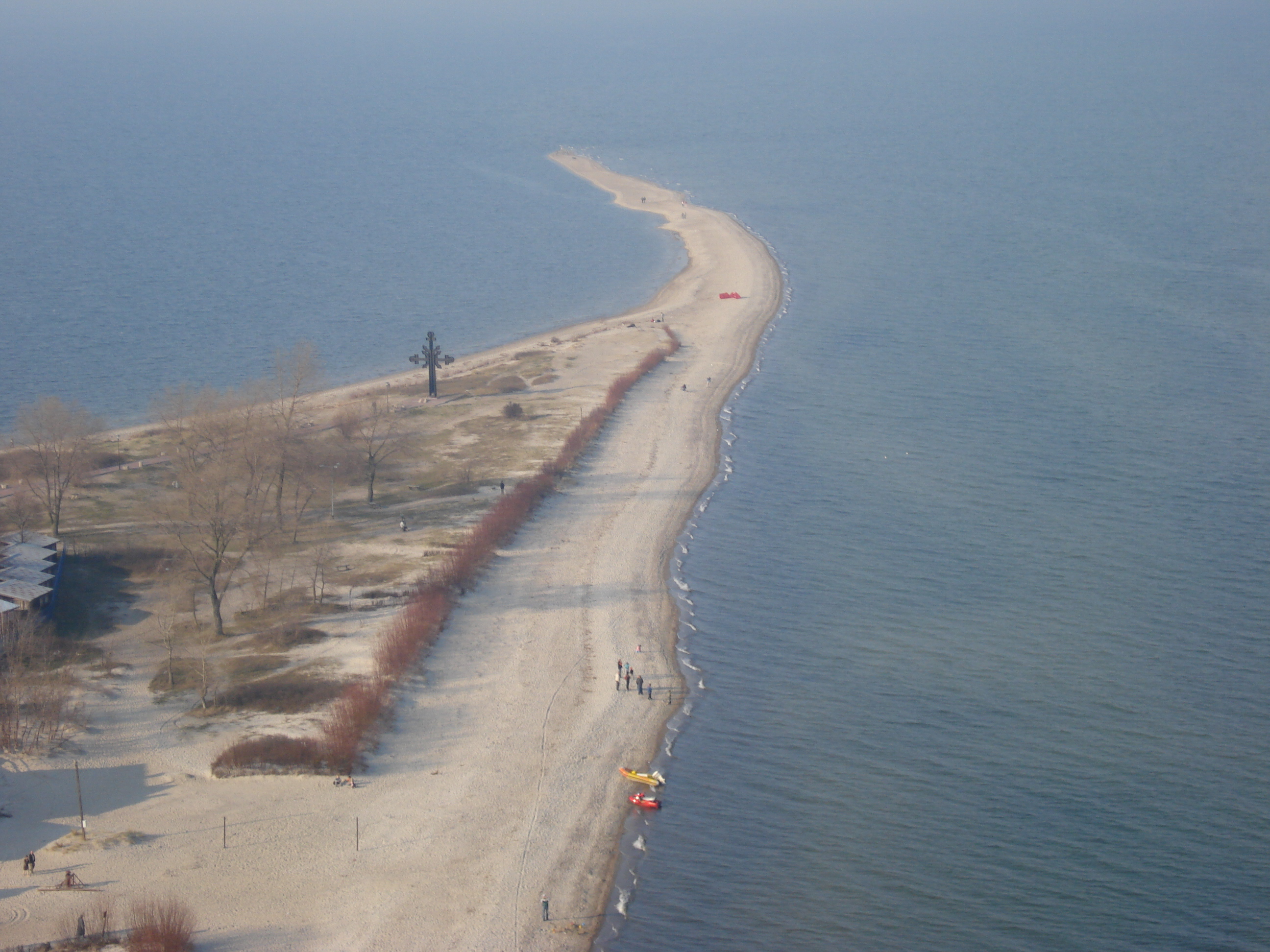
Мис Ципель-Ревський

Ци́пель-Ре́вський (Вершина-Ревська, пол. Cypel Rewski) — мис на півночі Польщі, знаходиться в Пуцькій затоці Балтійського моря.
Довжина мису становить близько 1 км. Утворений намиванням піску морською течією, під водою Пуцької затоки продовжується на північ до Хельської коси як мілина Рибітвіа. По цій мілині на косу потрапляють дикі кабани. Мілина має середню глибину 1 м, невеликі простори періодично виникають з-під води, утворюючи окремі острівці.
В основі мису розташоване село Рева (звідси й назва).
| Польща | Це незавершена стаття з географії Польщі. Ви можете допомогти проєкту, виправивши або дописавши її. |